# Eric Heed
Eric Gunnar Heed, född 25 maj 1920 i Sverige, död 23 oktober 1963 i Oslo i Norge, var en svensk-norsk skådespelare, filmregissör och manusförfattare.

## Biografi
Heed regidebuterade 1956 med Toya rymmer och regisserade 1957 uppföljaren Toya – vilse i fjällen. Dessa följdes av Salve Sauegjeter (1958) och Veien tilbake (1960). Till Toya – vilse i fjällen och Veien tilbake skrev han även manus. Han hade mindre roller som skådespelare i filmerna Polisen efterlyser (1955) och Toya rymmer.

## Filmografi
Regi
- 1956 – Toya rymmer
- 1957 – Toya – vilse i fjällen
- 1958 – Salve Sauegjeter
- 1960 – Veien tilbake

Manus
- 1957 – Toya – vilse i fjällen
- 1960 – Veien tilbake

Roller
- 1955 – Polisen efterlyser
- 1956 – Toya rymmer

## Teater

### Roller
| År   | Roll          | Produktion                                             | Regi                | Teater                   |
| ---- | ------------- | ------------------------------------------------------ | ------------------- | ------------------------ |
| 1949 | Härolden      | Askungen                                               | Arne Ragneborn      | Helsingborgs stadsteater |
| 1949 | Robert        | Lilla helgonet Hervé, Henri Meilhac och Albert Millaud | Mats Johansson      | Helsingborgs stadsteater |
| 1950 | Howard Wagner | En handelsresandes död Arthur Miller                   | Lars-Levi Læstadius | Helsingborgs stadsteater |
| 1950 | Warner        | Skomakarens frimåndag Thomas Dekker                    | Lars-Levi Læstadius | Helsingborgs stadsteater |